# Протат
Священный Кино́т (греч. ῾Ιερὰ Κοινώτης), или Прота́т — центральный исполнительный соборный орган управления Святой Горы Афон, в который входят представители (антипросопы) двадцати монастырей Афона, избираемые каждый год своими монастырями.
Располагается в Карье, действует постоянно, заседает три раза в неделю. Каждый антипросоп избирается своим монастырем в течение 15 первых дней января сроком на один год.
Исполнительную власть Афона представляет Священная Эпистасия, состав которой меняется каждый год — 1 июня. Все монастыри делятся на пять групп — в каждой группе по четыре монастыря.
- В первую группу входят Великая Лавра, Дохиар, Ксенофонт, Эсфигмен.
- Во вторую — Ватопед, Кутлумуш, Каракал, Ставроникита.
- В третью — Иверский, Пантократор, Филофей, Симонопетра.
- В четвёртую — Хиландар, Ксиропотам, святого Павла, Григориат.
- В пятую — Дионисиат, Зограф, Свято-Пантелеимонов, Констамонит.

Каждый год одна из групп составляет Священную Эпистасию. Представитель первого монастыря каждой группы является председателем Эпистасии. Священный Кинот и Священная Эпистасия располагаются в Карье — столице монашеской республики.